# Llista d'episodis de Veronica Mars
Això és una llista dels capítols emesos de la sèrie de televisió Veronica Mars en les seves tres temporades.
| Primera temporada | Primera temporada                            | Primera temporada                                       | Primera temporada  | Primera temporada        |
| #                 | Nom oficial                                  | Guió                                                    | Director           | Emissió als Estats Units |
| ----------------- | -------------------------------------------- | ------------------------------------------------------- | ------------------ | ------------------------ |
| 1                 | "Pilot"                                      | Rob Thomas                                              | Mark Piznarski     | 22 de setembre de 2004   |
| 2                 | "Credit Where Credit's Due"                  | Rob Thomas                                              | Mark Piznarski     | 28 de setembre de 2004   |
| 3                 | "Meet John Smith"                            | Jed Seidel                                              | Harry Winer        | 12 d'octubre de 2004     |
| 4                 | "The Wrath of Con"                           | Diane Ruggiero                                          | Michael Fields     | 19 d'octubre de 2004     |
| 5                 | "You think You Know Somebody"                | Dayna Lynne North                                       | Nick Gomez         | 26 d'octubre de 2004     |
| 6                 | "Return of the Kane"                         | Phik Klemmer i Rob Thomas                               | Sarah Pia Anderson | 2 de novembre de 2004    |
| 7                 | "The Girl Next Door"                         | Jed Seidel i Diane Ruggiero                             | Nick Marck         | 9 de novembre de 2004    |
| 8                 | "Like a Virgin"                              | Aury Wallington                                         | Guy Norman Bee     | 23 de novembre de 2004   |
| 9                 | "Drinking the Kool-Aid"                      | Rusell Smith i Rob Thomas                               | Marcos Siega       | 30 de novembre de 2004   |
| 10                | "An Echolls Family Christmas"                | Diane Ruggiero                                          | Nick Marck         | 14 de desembre de 2004   |
| 11                | "Silence of the Lamb"                        | Jed Seidel i Dayna Lynne North                          | John Kretchmer     | 4 de gener de 2005       |
| 12                | "Clash of the Tritons"                       | Philip Klemmer i Aury Wallington                        | David Barrett      | 11 de gener de 2005      |
| 13                | "Lord of the Bling"                          | John Enbom                                              | Steve Gomer        | 8 de febrer de 2005      |
| 14                | "Mars vs. Mars"                              | Jed Siedel, Diane Ruggiero i Rob Thomas                 | Marcos Siega       | 15 de febrer de 2005     |
| 15                | "Ruskie Bussiness"                           | Phil Klemmer i John Enbom                               | Guy Norman Bee     | 22 de febrer de 2005     |
| 16                | "Betty and Veronica"                         | Diane Ruggiero                                          | Michael Fields     | 29 de març de 2005       |
| 17                | "Kanes and Abel's"                           | Carolyn Murray                                          | Nick Marck         | 5 d'abril de 2005        |
| 18                | "Weapons of Class Destruction"               | Jed Seidel                                              | John Kretchmer     | 12 d'abril de 2005       |
| 19                | "Hot Dogs"                                   | Dayna Lynne North                                       | Nick Marck         | 19 d'abril de 2005       |
| 20                | "M.A.D."                                     | Phil Klemmer i John Enbom                               | John Kretchmer     | 26 d'abril de 2005       |
| 21                | "A Trip to the Dentist"                      | Diane Ruggiero                                          | Marcos Siega       | 3 de maig de 2005        |
| 22                | "Leave It to Beaver"                         | Rob Thomas i Diane Ruggiero                             | Michael Fields     | 10 de maig de 2005       |
| Segona temporada  |                                              |                                                         |                    |                          |
| #                 | Nom oficial                                  | Guió                                                    | Director           | Emissió als Estats Units |
| 1                 | "Normal Is the Watchword"                    | Rob Thomas                                              | John Kretchmer     | 28 de setembre de 2005   |
| 2                 | "Driver Ed"                                  | Diane Ruggiero                                          | Nick Mark          | 5 d'octubre de 2005      |
| 3                 | "Cheatty Cheatty Bang Bang"                  | Phil Klemmer i John Enbom                               | John Kretchmer     | 12 d'octubre de 2005     |
| 4                 | "Green-Eyed Monster"                         | Dayna Lynne North                                       | Jason Bloom        | 19 d'octubre de 2005     |
| 5                 | "Blast from the Past"                        | Phil Klemmer i Cathy Belben                             | Harry Winer        | 26 d'octubre de 2005     |
| 6                 | "Rat Saw God"                                | John Enbom i Phil Klemmer                               | Kevin Bray         | 9 de novembre de 2005    |
| 7                 | "Nobody Puts Baby in a Corner"               | Diane Rugiero                                           | Nick Marck         | 16 de novembre de 2005   |
| 8                 | "Ahoy, Mateys!"                              | John Enbom i Cathy Belben                               | Steve Gomer        | 23 de novembre de 2005   |
| 9                 | "My mother, the Fiend"                       | Phil Klemmer i Dayna Lynne North                        | Nick Marck         | 30 de novembre de 2005   |
| 10                | "One Angry Veronica"                         | Rusell Smith                                            | John Kretchmer     | 7 de desembre de 2005    |
| 11                | "Donut Run"                                  | Rob Thomas                                              | Rob Thomas         | 25 de gener de 2006      |
| 12                | "Rashard and Wallace Go to the White Castle" | John Enbom                                              | John Kretchmer     | 1 de febrer de 2006      |
| 13                | "Ain't No Magic Mountain High Enough"        | Diane Ruggiero                                          | Guy Norman Bee     | 8 de febrer de 2006      |
| 14                | "Versatile Toppings"                         | Phil Klemmer                                            | Sarah Pia Anderson | 15 de març de 2006       |
| 15                | "The Quick and the Wed""                     | John Serge                                              | Rick Rosenthal     | 22 de març de 2006       |
| 16                | "The Rapes of Graff"                         | John Enbom                                              | Michael Fields     | 29 de març de 2006       |
| 17                | "Plan B"                                     | Dayna Lynne Noth                                        | John Kretchmer     | 5 d'abril de 2006        |
| 18                | "I Am God"                                   | Diane Ruggiero i Cathy Belben                           | Martha Mitchell    | 11 d'abril de 2006       |
| 19                | "Nevermind the Buttocks"                     | Phil Klemmer                                            | Jason Bloom        | 18 d'abril de 2006       |
| 20                | "Look Who's Stalking"                        | John Enbom                                              | Michael Fields     | 25 d'abril de 2006       |
| 21                | "Happy Go Lucky"                             | Diane Ruggiero                                          | Steve Gomer        | 2 de maig de 2006        |
| 22                | "Not Pictured"                               | Rob Thomas i John Enbom                                 | John Kretchmer     | 9 de maig de 2006        |
| Tercera temporada |                                              |                                                         |                    |                          |
| #                 | Nom oficial                                  | Guió                                                    | Director           | Emissió als Estats Units |
| 1                 | "Welcome Wagon"                              | Rob Thomas                                              | John Kretchmer     | 3 d'octubre de 2006      |
| 2                 | "My Big Fat Greek Rush Week"                 | Diane Ruggiero                                          | John Kretchmer     | 10 d'octubre de 2006     |
| 3                 | "Witchita Linebacker"                        | Phil Klemmer i John Enbom                               | Harry Winer        | 17 d'octubre de 2006     |
| 4                 | "Charlie Don't Surf"                         | Diane Ruggiero i Jason Elen                             | Jason Bloom        | 24 d'octubre de 2006     |
| 5                 | "President Evil"                             | Jonathan Moskin i David Mulei                           | Nick Mark          | 31 d'octubre de 2006     |
| 6                 | "Hi, Infidelity"                             | John Enbom                                              | Michael Fields     | 7 de novembre de 2006    |
| 7                 | "Of Vice and Men"                            | Phil Klemmer                                            | Harry Winer        | 14 de novembre de 2006   |
| 8                 | "Lord of the Pi's"                           | Diane Ruggiero                                          | Steve Gomer        | 21 de novembre de 2006   |
| 9                 | "Spit & Eggs"                                | Rob Thomas                                              | Rob Thomas         | 28 de novembre de 2006   |
| 10                | "Show Me the Monkey"                         | John Enbom i Robert Hull                                | Nick Marck         | 23 de gener de 2007      |
| 11                | "Poughkeepsie, Tramps and Thieves"           | Diane Ruggiero                                          | John Kretchmer     | 30 de gener de 2007      |
| 12                | "There's Got to be a Morning After Pill"     | Jonathan Moskin, Phil Klemmer, John Enbom i David Mulei | Tricia Brock       | 6 de febrer de 2007      |
| 13                | "Postgame Mortem"                            | Joe Voci                                                | John Kretchmer     | 13 de febrer de 2007     |
| 14                | "Mars, Bars"                                 | Phil Klemmer, John Enbom i Joe Voci                     | Harry Winer        | 20 de febrer de 2007     |
| 15                | "Papa's Cabin""                              | John Enbom                                              | Michael Fields     | 27 de febrer de 2007     |
| 16                | "Un-American Graffiti"                       | Robert Hull                                             | John Kretchmer     | 1 de maig de 2007        |
| 17                | "Debasement Tapes"                           | John Enbom                                              | Dan Etheridge      | 8 de maig de 2007        |
| 18                | "I Know What You'll Do Next Summer"          | Jonathan Moskin i David Mulei                           | Nick Marck         | 15 de maig de 2007       |
| 19                | "Weevils Wobble But They Don't Go Down"      | Phil Klemmer                                            | Jason Bloom        | 22 de maig de 2007       |
| 20                | "The Bitch Is Back"                          | Rob Thomas i Diane Ruggiero                             | Michael Fields     | 22 de maig de 2007       |